# Bendy and the Ink Machine
Bendy and the Ink Machine (em português: Bendy e a Máquina de Tinta) é um jogo eletrônico de terror de sobrevivência em primeira pessoa desenvolvido e publicado pela Kindly Beast Games (antes conhecida como theMeatly Games, Ltd.), sob o selo "Joey Drew Studios". O primeiro capítulo do jogo, Moving Pictures, foi lançado para Linux, macOS e Microsoft Windows via Game Jolt no dia 10 de fevereiro de 2017. O segundo capítulo, The Old Song, saiu, juntamente com uma versão remasterizada do primeiro, no dia 18 de abril de 2017. Após o jogo ter sucesso na Steam no dia 28 de fevereiro de 2017, ambos os capítulos disponíveis foram lançados para a Steam a partir de 27 de abril de 2017. O terceiro capítulo, Rise and Fall, lançou em 28 de setembro de 2017. O quarto capítulo, Colossal Wonders, foi lançado no dia 30 abril de 2018, juntamente com uma versão refeitas e remasterizadas dos capítulos anteriores, principalmente a primeira. O quinto e último capítulo, The Last Reel, foi lançado em 26 de  Outubro de 2018. 
O jogo teve um lançamento completo, com todos os cinco capítulos mais um extra, para os consoles PlayStation 4, Xbox One e Nintendo Switch em 20 de Novembro, e está sendo feito pela Rooster Teeth Games. O jogo saiu completo com os 5 capítulos com mais um extra no Steam em 26 de Outubro de 2018.  Um spin-Off de celular chamado "Bendy: Nightmare Run", saiu em 15 de Agosto de 2018, sendo feito pela Karman LTD.
O Jogo também teve lançamento completo para IOS e Android a partir de 21 De Dezembro de 2018.

## Enredo

### Capítulo Um: Figuras Que Se Movem (Moving Pictures)
O jogador começa o jogo como Henry, um ex animador, que recebe uma carta para retornar ao seu antigo local de trabalho, um estúdio de animação chamado Joey Drew Studios. Mas ao chegar, ele se depara com um estúdio abandonado do mesmo proprietário que é homônimo e um velho amigo de Henry, chamado Joey Drew. Ao chegar, o lugar parece deserto e possuindo vários tubos de tinta. Ao explorar, Henry encontra a Máquina de Tinta, bem como evidências de que Joey estava fazendo algo misterioso e sombrio, encontrando um cadáver de Boris, O Lobo, um dos personagens dos desenhos animados que aparecem nos cartazes dos desenhos animados de Joey, com o peito aberto. Ao restaurar a força para a Máquina de Tinta, Henry é atacado por uma versão de tinta viva de outro personagem do desenho animado, o Bendy, e atrás da criatura, haviam correntes levando a Máquina de Tinta abaixo. O telhado do estúdio estava caindo e desmoronando, jorrando tinta para todos os lados. Henry tenta correr para a saída, mas quase na porta, o chão se quebra e ele cai em uma sala subterrânea secreta. Após Henry drenar tinta, ele encontra um machado e quebra a madeira que bloqueava o caminho. Ele entra em uma sala, onde encontra três caixões e um pentagrama pintado com tinta no chão. Ao se aproximar do pentagrama, Henry recebe flashbacks da Máquina de Tinta, de uma cadeira de rodas e da figura de Tinta, o Bendy, e logo após desmaia.

### Capítulo Dois: A Velha Canção (The Old Song)
Henry acorda na sala do final do capítulo anterior e continua explorando o estúdio. Quando Henry anda pela poça de tinta, Henry encontra um ser de tinta carregando um cartaz do Bendy. Após abrir a porta fechada, Henry termina no Departamento de Música do estúdio, seguindo faixas através de gravações para encontrar o caminho de fora. Ao tentar escapar, ele encontra The Searchers, gotas de tinta que se formam em figuras humanóides e tentam atacá-lo. Durante o caminho para encontrar as válvulas de drenagem, um dos "Searchers" com um chapéu-coco e segurando a válvula, foge do Henry ao se aproximar, forçando a ele perseguir e no final esmagar. Henry descobre que era o Jack Fain, um dos funcionários de Joew Drew Studios corrompido, e pede desculpas, antes de comentar sobre o seu chapéu-coco de como é bonito. Depois de drenar a piscina de tinta, Henry é atacado e desmaiado por Sammy Lawrence, antigo diretor musical das animações do Bendy, corrompido em um ser de tinta. Sammy prende Henry a uma cadeira e explica que ele tem que sacrificar Henry para fazer com que "Bendy" o liberte de seu corpo de tinta. Quando "Bendy" chega, ele ataca e mata Sammy em vez disso, e eventualmente persegue Henry; Depois de fugir, Henry encontra uma versão viva de Boris e, logo após, o capítulo termina.
Após os créditos, é mostrado os restos de Sammy Lawrence, uma poça de tinta com a máscara no meio e um machado do lado.

### Capítulo Três: Levante e Caía (Rise and Fall)
Após desmaiar, Henry acorda na "Safe House" junto a Boris, Henry quer sair da "Safe House" mas na porta esta faltando uma alavanca para abri-la . Então após Henry preparar uma sopa com 3 latas de sopa de bacon para Boris, Boris dá ao Henry uma caixa de ferramentas que contém uma alavanca para sair da "Safe House". Após Henry e Boris saírem da "Safe House", eles ficam presos numa sala, então Boris vai no tubo de ventilação e abre uma passagem a Henry, que continua sua viagem sozinho, depois ele conserta a máquina de brinquedos, logo após, Henry encontra uma sala dedicada a personagem "Alice, o Anjo". Enquanto ele explora a sala, a própria Alice aparece, porém com uma aparência deformada e monstruosa. Depois, Henry encontra dois caminhos: o do "ANJO" e o do "DEMÔNIO". Após escolher uma delas, Henry reencontra Boris que dá um cano para Henry se defender. Após isso, eles reencontram Alice, que revela que seu objetivo é voltar a ser bonita e perfeita e, para isso, ela mata as figuras de tinta e rouba seus órgãos. Ela então pede a Henry que realize diversas tarefas, mas enquanto realiza elas, Henry é perseguido por Bendy, para se defender, Henry deve entrar em cabines e fechá-las, assim fará Bendy ir embora. Após completá-las, Alice deixa Henry e Boris saírem do estúdio ao desbloquear um piso para a superfície, mas quando o elevador sobe, Alice derruba o elevador para o Piso S, dizendo que na verdade, ela quer o Boris para roubar seus órgãos para se tornar perfeita devido a ele ser o Boris mais perfeito que ela já viu. Após Henry desmaiar devido a aterrissagem do elevador, Boris tenta acordá-lo, mas logo, Boris é raptado por Alice sem ele ver. 
*Após os créditos, mostra figuras de tintas seguindo Bendy (caso se tenha ido pelo Caminho do Demônio) e Alice se preparando para matar Boris, que se encontra preso e amordaçado (caso se tenha ido pelo Caminho do Anjo).*

### Capítulo Quatro: Maravilhas Colossais (Colossal Wonders)
Henry se recupera após a aterrissagem do elevador, ele parte a procura do Boris no Safe, seguindo pela sala dos arquivos, onde encontra formas humanas de tinta, em frente a uma estátua do Bendy, posando como se fosse adorar a ele, e atravessar a ponte em uma caverna próxima. Durante a caminhada, Henry acaba tendo visões perturbadoras, onde vários objetos começam a se mexerem na sala de arquivos, e vários braços tentam agarrar Henry, no corredor após atravessar a ponte. Alice Angel pergunta retoricamente ao Henry do porquê continua o seu caminho. No final das escadas, Henry encontra uma figura de tinta deformada, parecido com um humano, gritando e implorando que "ele" vai o achar e querendo voltar para casa, e ao entrar pela porta, encontra várias criaturas, como eles, chamados Lost Ones, que diferente dos Searchers ,não atacam Henry, apenas encaram ou choram, escondidos. Henry encontra Bendy enquanto atravessa os dutos de ventilação, mas por sorte não consegue alcançar. Henry encontra uma sala com esboços de um parque temático chamado Bendy Land, criado por Bertrum Piedmont, e uma gravação dele, e logo após encontra o tal parque Bendy Land. Henry precisa ativar a atração Casa Assombrada (Haunted House) para alcançar o Boris. Henry encontra a primeira alavanca ao mexer nas três atrações que estão funcionando, e encontra a segunda depois de se esgueirar das criaturas chamada gangue dos açougueiros. Antes que ativasse o terceiro, Henry é forçado a destruir uma das atrações criados por Bertrum, e ao mesmo tempo matar o próprio Bertrum, corrompido dentro da sua própria invenção, e após ativar o quarto, é perseguido pela criatura com cabeça de máquina de projeção, que é Norman Polk, o projecionista do estúdio, quando Henry entra dentro do esconderijo, o projecionista tenta pegá-lo, mas, Bendy aparece e luta contra o projecionista e ganha a luta arrancando a cabeça do projecionista, matando-o. Após entrar a casa assombrada em busca do Boris, Henry finalmente encontra Boris o lobo, porém o Boris já foi morto e modificado pela Alice Angel, para matar Henry. Apesar da força bruta do Boris, Henry consegue matar o Boris, Após isso Alice Angel fica furiosa e corre em direção ao Henry pra mata-lo, Mas ela é atingida por uma espada e morre, quem a atingiu foi uma outra Alice Angel chamada de Allison Angel (de acordo com os arquivos do jogo), que está ao lado de um outro Boris, Terminando o capitulo. 
Após os créditos, é mostrado Alice Angel morta na casa assombrada, cercada pelos Lost Ones.

### Capítulo Cinco: O Último Rolo (The Last Reel)
Henry acorda em um quarto trancado por barricadas, e vê que alguém está cantando uma música. A garota, que se chama Alice, diz que não sabe quem ele é, duvidando se é possível confiar no mesmo. Henry se apresenta, dizendo que trabalhava ali, e um velho amigo o chamou. Ela então o manda descansar, dizendo que depois eles conversariam. Então, Henry escuta uma conversa entre ela e Tom, no qual ela diz que vai sair, e manda Tom ficar de olho em Henry. Mais tarde, Alice dá uma sopa a Henry pois ele provavelmente estava com fome, mas Tom derruba, mostrando que ele estava de olho nele. Alice teve mais uma conversa com Henry, no qual ela mostra um tipo de lente especial, no qual mostrava coisas que não poderiam ser vistas a olho nu, e talvez aquilo mostrasse coisas que seriam úteis. Posteriormente, ela estava cuidando das feridas de Tom, pois aquele lugar não era seguro e o Demônio de Tinta poderia encontrá-los logo logo. Então eles tentam quebrar as barricadas, mas Tom se nega a fazê-lo. Alice se desculpa e corre com Tom para fugir. O objetivo de Henry é encontrar um cano, para que pudesse usar como arma para sair dali. Ele encontra em um banheiro escondido por uma passagem secreta e encontra o cano dentro do vaso. Com o cano em mãos, ele quebra as barricadas, e ele sai do esconderijo, eliminando alguns Detectores a frente. Ele encontra um espécie de embarcação que ele entra. Mais a frente, alguma coisa prende nas hélices, e uma mão gigante do Bendy aparece e começa a perseguí-lo no rio. Ele avança e tira a tinta que tem nas hélices, conseguindo fugir, Ele encontra uma cidade de Searchers e Lost Ones. Henry vai um lugar onde há bloqueado por barricadas, mas Sammy Lawrence, depois de tanto tempo, aparece e ataca Henry, confundindo com Bendy e falha então, perdendo a sua máscara, e dá um ataque surpresa, sendo morto por Tom na sequência. Henry é salvo por Tom e Alice, e então todos os Searchers e Lost Ones, com a derrota de Sammy que os afugentou, lutam contra os três. Após o trio ganhar, eles passam por uma ponte, mas Henry cai. Chegando em um refeitório, encontra uma máquina que é capaz de transformar tinta em canos e onde o mesmo teria de consertar a passagem para drenar a tinta. Ele passa por tipo de labirinto em que ele pode encontrar tinta para a máquina e recriar os canos, e tendo que fugir da Butcher Gang nesse labirinto. Ele após drenar a tinta na sala com os canos incompletos colocando os canos, ele encontra o cofre, e nele, o mesmo se reencontra com Alice e Tom, que mais a frente, encontram A Máquina de Tinta. Henry entra nela que encontram um um trono com um Áudio de Joey que diz que tudo, Bendy, Alice, Boris; foi ele que deu vida, e diz a Henry que ele pode se salvar, pois Bendy viu o começo, mas nunca o fim. Com o rolo escrito "O Fim", o Demônio de Tinta surge e transforma em uma enorme aberração, e luta contra Henry em uma parte de uma sala com de contêineres de tinta enorme, e em outra sala, em um labirinto, no qual Henry consegue fugir e derrotar ele, fazendo-o assistir o filme, que então mata o Demônio da Tinta por completo. Logo em seguida, Henry aparece em uma casa, e vai ao encontro de Joey Drew na cozinha, que conta sobre a sua vida e fala que quer mostrar uma coisa no velho estúdio, o que nos leva ao início de tudo. Após os créditos, é mostrado um Quadro de Bendy, Alice e Boris alegres, passeando e abaixo mostra uma frase, dizendo: "Do seu melhor amigo, Henry Stein."
Ouvimos uma voz: ''Conte outra história, Tio Joey''
O final implica que Henry está preso em um loop infinito e que ele apenas repete os capítulos nesse ciclo sem fim.

## Personagens

### Henry Stein
Henry é o protagonista do jogo, ele é um cartunista aposentado que trabalhou em um local chamado Joey Drew Studios junto com seu amigo Joey Drew. Embora Henry tenha se desentendido com Joey e saiu do estúdio, ele volta ao estúdio, pois Joey manda uma carta para Henry o pedindo para voltar ao antigo estúdio.
O rosto de Henry é mostrado no jogo Bendy and the Dark Revival, Lançado em 15 de novembro de 2022, onde se é mostrado seu rosto e aparência mais velha, e abaixo de si um escrito em tinta ''Cycle-Breaker'', já que no final de Bendy and the Ink Machine, ele pode quebrar o ciclo e o reiniciar após derrotar Beast Bendy.
No Capítulo 3, há um áudio do Henry, ele diz que Joey é um homem de apenas ideias e no final do áudio diz que tem um personagem novo que acha que as pessoas vão amar.
Esse personagem é indicado ser Bendy, além disso é também o criador de Alice Angel e Boris O Lobo
Quando Henry morre, aparece possivelmente,  dentro de uma poça de tinta, e contém uma luz que parece ser o caminho até a superfície terrestre,  enquanto Henry anda pela poça de tinta, frases do Henry já ditas e não ditas no jogo podem ser ouvidas, como se fosse seu áudio secreto, se Henry chegar na luz, ele renasce na superfície terrestre,  próximo de uma estátua do Bendy, como se fosse um checkpoint dentro do jogo quando Henry morre.

### Bendy
É o vilão principal do jogo. Bendy era, principalmente, um personagem de desenho animado de seu próprio show. Ele foi criado por Henry e Joey Drew junto com outros personagens como Boris o Lobo e Alice Angel.
Dentro do jogo é possível ver vários cartazes e recortes em volta do estúdio sobre seu show. Sua aparência é de um pequeno diabo em preto e branco do fim da década de 20 até a de 40, tendo dois chifres, dois olhos em formato de Pac-Man e um sorriso.
Após Henry coletar os peças para ligar a máquina de tinta, ele é atacado por uma forma de Bendy, que aparece tentando pegá-lo através das barricadas. Ele também retorna nos capítulos 2, 3 e 4 fazendo o mesmo, tentando matar Henry, mas em ambas as chances ele falha por Henry se esconder nas  Little Miraculum Station. Ele aparece no capítulo 4, mas em nenhum momento Bendy poderá matar Henry por certas circunstâncias. O Bendy, é hostil com outras criaturas de tinta (como a gangue dos açougueiros, os ink searchers e projecionista), tanto que ele mata o Projecionista no capítulo 4. No Capítulo 5, ele se transforma em ''Beast Bendy'' e ele tenta matar Henry correndo feito um louco e atravessando as paredes tentando atropelar o protagonista.

### Boris, o Lobo
É um personagem de desenho animado que estrelou no fictício episódio "Sheep Songs!" e participou do epísodio "Tombstone Picnic" criado por Joey Drew Studios.
No game ele aparece com seu cadáver no Capítulo 1 de Bendy and the Ink Machine, e aparece vivo no final do Capítulo 2, e está como personagem do Capitulo 3, como amigo de Henry, mas neste mesmo capítulo, ele é raptado por Alice. No Capítulo 4, ele é o chefe final do capítulo, que foi "morto" e modificado pela Alice Angel para matar Henry, mas sem sucesso. Nesse mesmo capítulo,
Sua aparência é de um lobo antropomórfico com olhos de Pac-Man, e usa um macacão, ele também veste sapatos pretos, sua personalidade e neutra, como mostrado no 3 capítulo ele não tem voz e acaba ajudando Henry de vez em quando (Como o caso de Boris dar sua primeira arma para se defender) , no Capítulo 3 , e nos mostrado a existência de mais de um Boris. Sua aparência monstruosa mostra ser volumoso, com grandes longos braços para destruir objetos e força para carregar coisas pesadas, com uma perna assimetricamente maior que outra, canos saindo de seu ombro direito, e com o peito aberto. Devido a aparência, ele eventualmente derrama tinta após executar um ataque. O outro Boris vivo no mesmo capítulo é, teoricamente, o Tom, usa o mesmo macacão como o um Boris, mas carrega um cano e tem um braço mecânico ocupando o lugar do braço esquerdo - provavelmente, retirado de um animatrônico do Bendy criado por Bertrum.
Ele aparece preso em uma mesa de operações no Capítulo 1 com seu peito aberto sem seu coração e suas costelas, seus olhos em forma de X dando o sinal em cartoon que Boris está morto. No final do capítulo 3 e visto que Boris foi pego por Alice Angel fazendo que no próximo capítulo tenha o objetivo de salvar Boris. Ele é tudo na paz e carinhoso, assim como amigo, tem medo, agilidade mas não tem inteligencia para fugir da Alice, e também no final do Capítulo 3 (Subir e Descer) ele fica com medo da Alice Angel pegar ele. No final do capítulo 4, o Boris monstruoso não tem mais emoções, agindo como uma criatura selvagem, enquanto o outro Boris "Tom", mostra ser um aliado de combate. Ele é amigo do Bendy e amigo da Alice Angel (original).
Como o chefe final do capítulo, Boris ataca Henry dando investidas, destruindo tudo que está pela frente; socando Henry quando se aproximar demais, jogando para trás; pulando para o alto tentando esmagar, e carrega um dos carrinhos da atração para jogar contra Henry - um ataque que resulta em morte instantânea. Devido o seu peito rasgado, ele derrama tinta para Henry usar na máquina próxima para criar um cano (ou um desentupidor) para acertar em seu peito, que é o ponto fraco. Três acertos com sucesso, matará Boris.

### Alice Angel
É a antagonista a partir do capitulo 3. Tem aparições apenas nos Capitulos 3 e 4, porém ao longo do Capitulo 2 , existem vários pôsters sobre ela.
Tem a Aparecia de uma Híbrida de Anjo com Demônio, já que possui corpo de Anjo e Auréola, porém Chifres de Demônio.
Alice Angel, como mostrada no Capítulo 3, se preocupa bastante com sua aparência, já que assassina vários personagens vivos da Joey Drew Studios, para obter tinta e assim ter uma aparência perfeita como um Anjo, parece odiar "o Demônio de Tinta" (Bendy), porém não tem forças suficientes para enfrenta-lo, durante o Capítulo 3, ela passa várias tarefas para Henry, para supostamente criar um exército para destruir o "Bendy". Porém ela tinha prometido com essas tarefas de poupar a vida de Henry, porém no final, ela revela querer na verdade a tinta do corpo de Boris. Alice Angel atormenta Henry com suas palavras sobre o Boris. Ela consegue o que queria com Boris e retribui, transformando em um monstro para matar Henry no capítulo 4, Henry consegue matar Boris furiosa por ter falhado em matar Henry a mesma tenta fazer isso pessoalmente mais antes que ela possa fazer isso ela é morta pela Allison angel.

### Jack Fain
Jack Fain é um dos funcionários de Joey Drew Studios, encontrado no capítulo 2 como um Searche com chapéu-coco, chamado Swollen Jack. Supostamente trabalhava nos esgotos e era um funcionário que gosta trabalhar em silêncio, e ouvir as músicas feita por Sammy Lawrence. Como Swollen Jack, localizado nos esgotos do departamento de músicas, ele segura uma válvula de um dos canos de drenagem de tinta, fugindo do Henry. Ele não aparenta ser ameaçador para Henry, pois sempre que se aproxima, ele foge pela tinta preta, sendo um dos poucos inimigos passivo do jogo, o outro sendo Lost Ones. Henry o mata, esmagando com uma caixa sobre a sua cabeça, e lamenta pela sua morte.
Ironicamente, Henry curtiu o chapéu-coco do Jack Fain. Seu áudio é encontrado no capítulo 2, nos esgotos.

### Sammy Lawrence
Sammy Lawrence é o Diretor de Música do Joey Drew Studios. Ele é um monstro de tinta com uma máscara assustadora do Bendy, sapatos e um macacão (Igual ao do Boris). Ele aparece no Capítulo 2 como antagonista. Aparentemente, Sammy enlouqueceu e começou a adorar Bendy como uma forma de divindade, acreditando que o demônio do desenho animado era um demônio real. Ao longo do enredo, Sammy põe Henry inconsciente e prende-o a uma cadeira e explica que ele tem que sacrificar Henry para fazer com que "Bendy" o liberte de seu corpo de tinta, mas quando "Bendy" chega, ele ataca e mata Sammy. Após os créditos, é mostrado os restos de Sammy Lawrence, uma poça de tinta com a máscara no meio e um machado do lado (mas não mostra o seu macacão e os seus sapatos). Devido a algumas alterações no capítulo 3, como ter removido a tinta do Sammy derramado, e recolocado no capítulo 4, a ideia de que Sammy morreu se tornou confuso.

### Gangue de Açougueiro (Butcher Gang)
A Gangue de Açougueiro é um grupo de trio composto pelo chipanzé Charley, Barley e Edgar. e são aqueles que antagonizam contra Bendy em sua série animada. Eles são conhecidos no capítulo 3 em um cartaz, como também é apresentado como novos inimigos de tintas perigosas, chamadas de Piper, Fisher e Striker, em respectiva. Além disso, todos eles possui um par de olhos padrão "pac-man", como dos anos 60.
Charley é um chimpanzé com orelhas grandes e uma barba negra, que usa um terno branco, gravata e sapatos pretos, e luvas brancas. Aparentemente é o líder da gangue de açougueiro. Como Piper, é o primeiro inimigo a aparecer da gangue. Ele tem um de seus olhos costurado e fechado, enquanto o aberto derrama tinta, enquanto fica em uma expressão congelada de grito. No lugar de sua perna direita, fica um desentupidor. Ele segura uma chave inglesa para bater no Henry quando se aproximar demais. É o mais forte entre a gangue.
Barley é um humano com um visual de tripulante marinheiro, tendo uma barba grande branca e um par de luvas, além de está com um cachimbo em sua boca, semelhante ao personagem Popeye. Como Fisher, as deformações mais notáveis é de que em seu cinto está uma placa escrito Liar (Mentiroso), e no lugar do pescoço, é uma vara de pescar, que sustenta a cabeça pelo anzol, enquanto sua cabeça, sem a barba, apresenta uma expressão de medo, revelando seus dentes desproporcionalmente pequenas para uma boca cartoon. Sua cabeça fica se movimentando aleatoriamente, de acordo de como se movimenta, podendo usar para atacar Henry, além dele empunha uma chave como arma. É o mais perigoso, apesar de lento.
Edgar é uma aranha - que ironicamente, tem apenas quatro patas para ser chamado de aracnideo - com um par de presas que saltam pelo seu longo lábio. Como Striker, ele tem vários cabos ligado em seu corpo, ele anda com apenas com um par de perna, e tem apenas um par de braços direito, enquanto o único braço da esquerda é mecânico que pode se estender para atacar. Seu lábio está costurado, e seu olho direito é um globo ocular, em vez do padrão "pac-man" dos anos 60. Na sua cabeça, há mandíbulas que ele usa para morder Henry caso se aproximar demais. É o mais rápido entre os inimigos presente, podendo até atrapalhar Henry de se recuperar.

### Bertrum Piedmont
Bertrum Piedmont é o trabalhador e engenheiro de parques temáticos, como foi responsável pela criação do Bendy Land, a pedido de Joey, e é o primeiro chefe confrontado por Henry no capítulo 4. Nas duas gravações, Bertrum mostrava ser orgulhoso pela suas criações de parques temáticos, e mostrava raiva quando era desvalorizado pelo próprio Joey Drew, por não dá a atenção de seu legado. Bertrum prometeu então mostrar todo o seu potencial para criar algo grande e encantador no Bendy Land, mas desejava que seu nome esteja gravado como criador do parque.Durante a segunda e última gravação, Bertrum mostra todo esse desejo de respeito, valor e conhecimento, e mostra superioridade contra Joey Drew por tratar como um mero funcionário, e enquanto suas vozes são ditas, uma de suas invenções próximo (um tipo de carrossel-polvo) ganha vida, se tornando hostil para Henry, e revelando após o fim da gravação que Bertrum Piedmont se tornou uma das criaturas corrompidas, pois seu rosto grande está presente dentro da atração. 
Bertrum, sendo o primeiro chefe, ataca Henry com um de seus quatros braços, girando no centro da sala para atropelar com um de seus assentos, e ser atingido duas vezes seguidas resulta na morte. Bertrum inicialmente destrói a mesa onde está o gravador, revelando o machado para Henry, e para que possa derrotar Bertrum com machado, deve esperar que ele ataque com um de seus braços, que ficará inativo por alguns segundos para que Henry destrói os 16 parafusos do braço, 4 para cada braços mecânicos, mas a cada braço perdido, fica mais hostil. É possível entrar em um dos carrinhos do chefe, resultando em uma conquista da Steam. Destruindo todos os braços, resulta na derrota de Bertrum, ficando sem condições para agir, e possivelmente morrendo.
Bertrum Piedmont é o único monstro que possui uma aparência mais humana, sendo apenas uma cabeça gigante com pescoço torcido, dentro do carrossel-polvo, e tendo apenas tinta saindo de sua boca como sangue, e pelos olho como se fossem lágrimas.

### Wally Franks
Wally Franks é o Zelador da companhia Joey Drew Studios, ele é o único funcionário que tem áudios em todos os capítulos. Wally Franks é na verdade, um cara comum que o que é importante pra ele é cumprir seu trabalho no estúdio. 
Na gravação dele no Capítulo 1 ele fala do porque Joey Drew instalou a maquina de tinta e do porque precisa de tanta tinta e  vários canos de tinta espalhados. Na gravação do Capítulo 2 ele fala que acabou perdendo suas chaves de seu armário em uma cesta de lixo. 
Na gravação do capítulo 3 ele fala do que as pessoas não estão dando nenhum sorriso por conta dos desenhos animados estarem indo pra falência. 
Na gravação do Capítulo 4, ele fala que todos perdem tempo jogando jogos e brincando com as atrações invés deles cumprirem seu trabalho.
Em todos as gravações de Wally Franks, ele sempre termina falando que vai dar um fora do lugar. Há uma gravação no capítulo 3 de Wally Franks discutindo com Thomas Connor tentando colocar a pressão da tinta pra 45 graus.

## Lançamento para Console e Celular
Em Janeiro de 2018, foi anunciado que Bendy And the Ink Machine sairá para PS4, Xbox One e Nintendo Switch com todos os 5 capítulos, e a estreia ocorreu em 20 de Novembro de 2018. Logo depois, foi confirmado o lançamento para IOS e Android, tendo a estreia oficial em 21 de Dezembro de 2018.

## Sequência
Bendy and the Dark Revival é um jogo do Bendy programado para ser lançado em algum momento de 2019. Foi confirmado pelo TheMeatly em 10 de Fevereiro de 2019, confirmando que teria outro jogo do Bendy. Em 14 de Abril de 2019, foi revelado o título do jogo, chamado de Bendy and the Dark Revival, confirmando o lançamento do Primeiro capítulo que seria no ano de 2019, mas os criadores revelaram que na verdade será lançado em 2020.
Porém, o jogo só realmente foi lançado dia 15 de novembro de 2022, sendo muito mais realista e assustador que seu jogo antecessor.

## Filme
Uma adaptação do jogo ao cinemas foi confirmada em dezembro de 2023, contando com o diretor norueguês André Øvredal como diretor do filme. O filme tem data prevista para o ano de 2025.

## Ligações Externas
- Sítio oficial
- theMeatly (@theMeatly) - (Twitter Oficial do Criador)
- Bendy (@BATIMgame) - (Twitter Oficial do Jogo)
- Bendy Run

PS: Antes de publicar a edição, favor verificar se não há erros de ortografia. Obrigada.